# وداکام
وداکام (انگلیسی: Vodacom) شرکت مخابرات در آفریقای جنوبی است، که در سال ۱۹۹۴ تأسیس شد.